# Eike von Stuckenbrok
Eike von Stuckenbrok (* 1989 in Bremen) ist ein deutscher Artist, Tänzer, Regisseur und Creative Director. Er ist Exponent einer jungen, innovativen Artistenszene. In seinen Show-Acts kombiniert er Tanz, Akrobatik und Schauspiel.

## Leben
Von Stuckenbrok wurde als Sohn eines Architekten und einer Lehrerin geboren, wuchs in Bremen und am Beetzsee in Brandenburg auf. Mit 14 Jahren zog er nach Berlin, besuchte dort die Staatliche Schule für Artistik. Vier Tage vor Abschluss seiner Ausbildung brach er die Schule wegen künstlerischer Differenzen ab. „Ständig gab es Grundsatzdiskussionen“, erläuterte er seine Entscheidung. „Was ist Artistik, was darf Artistik sein?“
Noch während seiner Ausbildung wurde er 2008 vom Regisseur Markus Pabst für die Show SOAP im Berliner Varieté-Theater Chamäleon entdeckt. Für die Fernsehgala des Teddy Award der Filmfestspiele Berlin 2009 entwickelte er die Handstand-Performance auf einer Schaufensterpuppe CREAP, mit der er auch in der englischen Fernsehshow Paul O'Grady (2009) und der französischen Fernsehshow Soiré de Noël (2009) auftrat. Im Januar 2010 gewann er mit CREAP die Bronzemedaille des 31. Festival Mondial du Cirque de Demain in Paris.
In der Varieté-Show des Wintergartens Made in Berlin trat er als Tänzer und mit seinem Kollegen Rémy Martin in einer Double Pole Performance auf. Es folgten Einladungen in die ARD-Samstagabend-Show Verstehen Sie Spaß? und den ZDF-Fernsehgarten. Aus CREAP entstand von Stuckenbroks erste Regiearbeit, die Varieté-Show DUMMY, mit der er 2011 in Münster und München auftrat sowie 2012 in Bad Oeynhausen und Essen gastierte. Am 5. Dezember 2011 wurde er von Königin Elisabeth II. zu einem Auftritt im Rahmen der Benefizgala Royal Variety Performance nach Manchester eingeladen.
Rosa von Praunheim porträtierte von Stuckenbrok für seine Filmreihe Rosas Welt (2012). 
Im Januar 2014 wurde von Stuckenbrok in Kambodscha von einem Auto angefahren. Dabei brach ein Knie, Schulter und Arm blieben unbeweglich, zwei Nerven rissen. Die Ärzte prognostizieren eine langjährige Rehabilitation. Doch im Oktober stand er wieder auf der Bühne und spielte in der Tanzfabrik Berlin die Hauptrolle in Odyssey Complex. Mit DUMMY LAB knüpfte er im Frühjahr 2015 im Chamäleon an seine frühe Regiearbeit von 2011 an, entwickelte sie zu einer avantgardistischen Kunst-, Video- und Musikshow. Im chinesischen Huangshan inszenierte er mit seinem Berliner Regiekollegen Markus Pabst und der Choreografin Yang Liping eine Show mit 40 jungen Zirkusartisten.
2017 bezog Stuckenbrok eine zehn Meter hohe Artistenhalle auf dem Holzmarkt-Gelände in Berlin-Friedrichshain. Dort startete im Mai seine neue Inszenierung Le Petit Bleu & The Leftovers.
Von Stuckenbrok gehört dem Künstlernetzwerk Base Berlin im Ortsteil Kreuzberg und dem Künstlerkollektiv Birdmilk Collective in Berlin-Friedrichshain an.

## Produktionen, Auftritte
- SOAP, Chamäleon Theater, Berlin, 2008
- my life, Chamäleon Theater, Berlin, 2008
- Hotel California, Wintergarten, Berlin, 2008
- Herr Otto gibt sich die Ehre, GOP Theater, Hannover, 2009
- Bilder einer Ausstellung, Orangerie Hannover, 2009
- CREAP, 2009
- Made in Berlin, Wintergarten Berlin, 2010
- Urbanatix, Bochum, 2010
- DUMMY, 2011
- The Royal Variety Performance, 2011[12]
- Kölner Treff, 2011
- Ein schöner Akrobat, Kurzfilm von Rosa von Praunheim, 2012
- DUMMY 2.0, Chamäleon Theater, Berlin, 2013
- Odyssey Complex, Tanzfabrik Berlin, 2014
- DUMMY LAB, Chamäleon Theater, Berlin, 2015
- Le Petit Bleu & The Leftovers, Holzmarkt, Berlin, 2017
- Goldene Cartier Party, E-Werk, Berlin, 2017

## Auszeichnungen
- Bronzemedaille des 31. Festival Mondial du Cirque de Demain in Paris für die Darbietung CREAP.[13]
- Liste „Diesen 100 Deutschen gehört die Zukunft“ in der Bild-Zeitung am Tag der Deutschen Einheit 2011.[14]